# Silbersee (Roxheim)
Der Silbersee im Gebiet der pfälzischen Ortsgemeinde Bobenheim-Roxheim im Rhein-Pfalz-Kreis ist mit einer Fläche von 112 Hektar der zweitgrößte See in Rheinland-Pfalz. Entstanden ist er als Baggersee durch Abbau von Kies und Sand im inneren Gelände der Schlinge des links vom Rhein gelegenen Roxheimer Altrheins; die Ausbeutung hält weiterhin an.
Im Silbersee liegt die Insel Scharrau, die entgegen ihrem Namen nur eine Halbinsel ist. Die Seenlandschaft befindet sich zusammen mit den benachbarten Altrheinabschnitten in mehreren Schutzgebieten.
Das Naherholungsgebiet Silbersee ist insgesamt rund 117 Hektar groß.

## Geographie

### Lage
Der Silbersee liegt in der Oberrheinischen Tiefebene im äußersten Nordosten der Pfalz bzw. in jenem der Vorderpfalz. Er breitet sich etwa 3 km westlich des Rheins im Gemeindegebiet von Bobenheim-Roxheim aus – östlich des Ortsteils Roxheim und südöstlich des Ortsteils Bobenheim.

### Naturräumliche Zuordnung
Der Seenlandschaft von Silbersee und Roxheimer Altrhein gehört in der naturräumlichen Haupteinheitengruppe Nördliches Oberrheintiefland (Nr. 22) und in der Haupteinheit Nördliche Oberrheinniederung (222) zur Untereinheit Mannheim-Oppenheimer Rheinniederung (222.1). Direkt westlich grenzt in der Haupteinheit Vorderpfälzer Tiefland (221) der Naturraum Frankenthaler Terrasse (221.80) an, der zu keiner Untereinheit zählt.

### Seenlandschaft

Impressionen
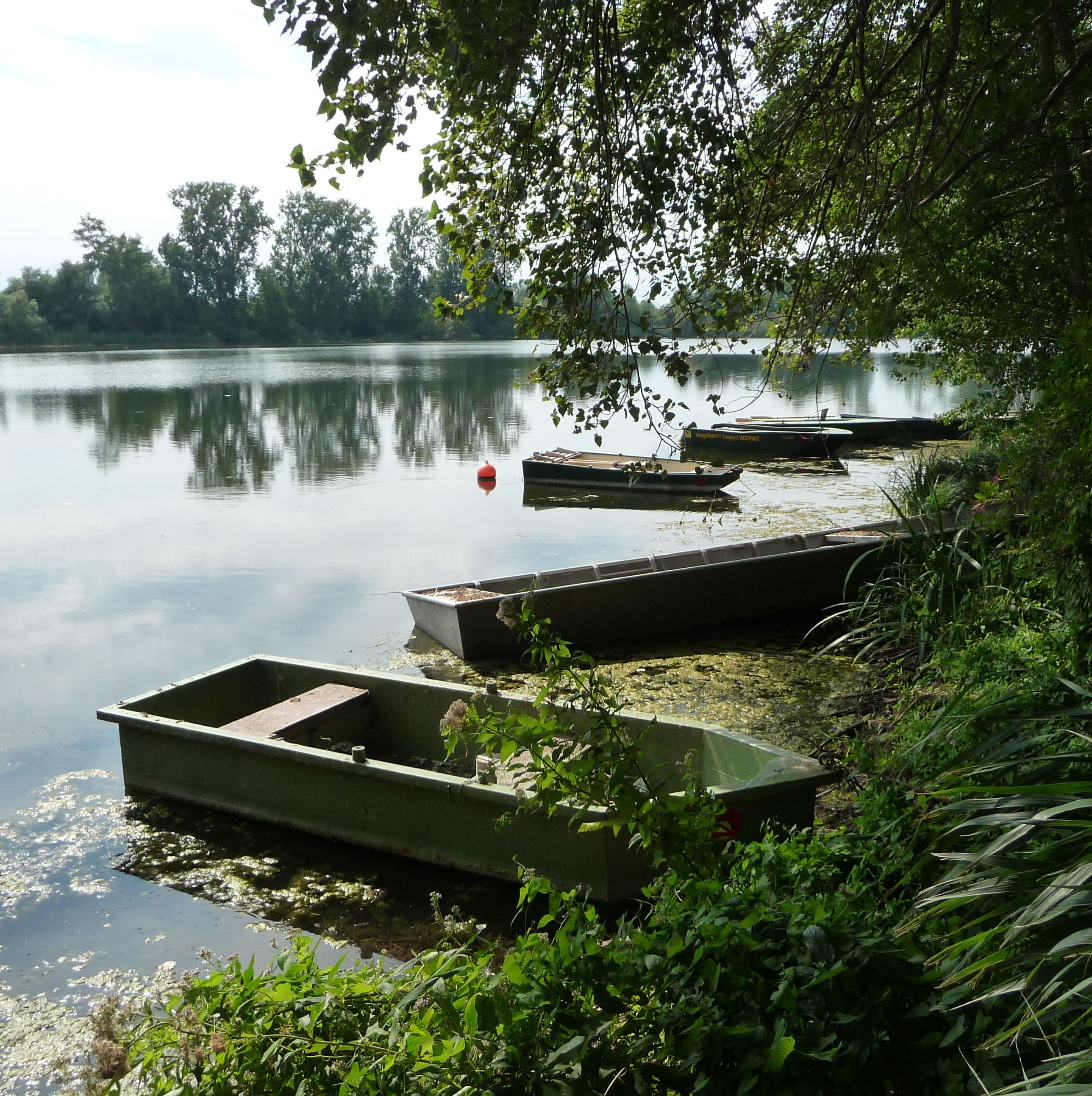
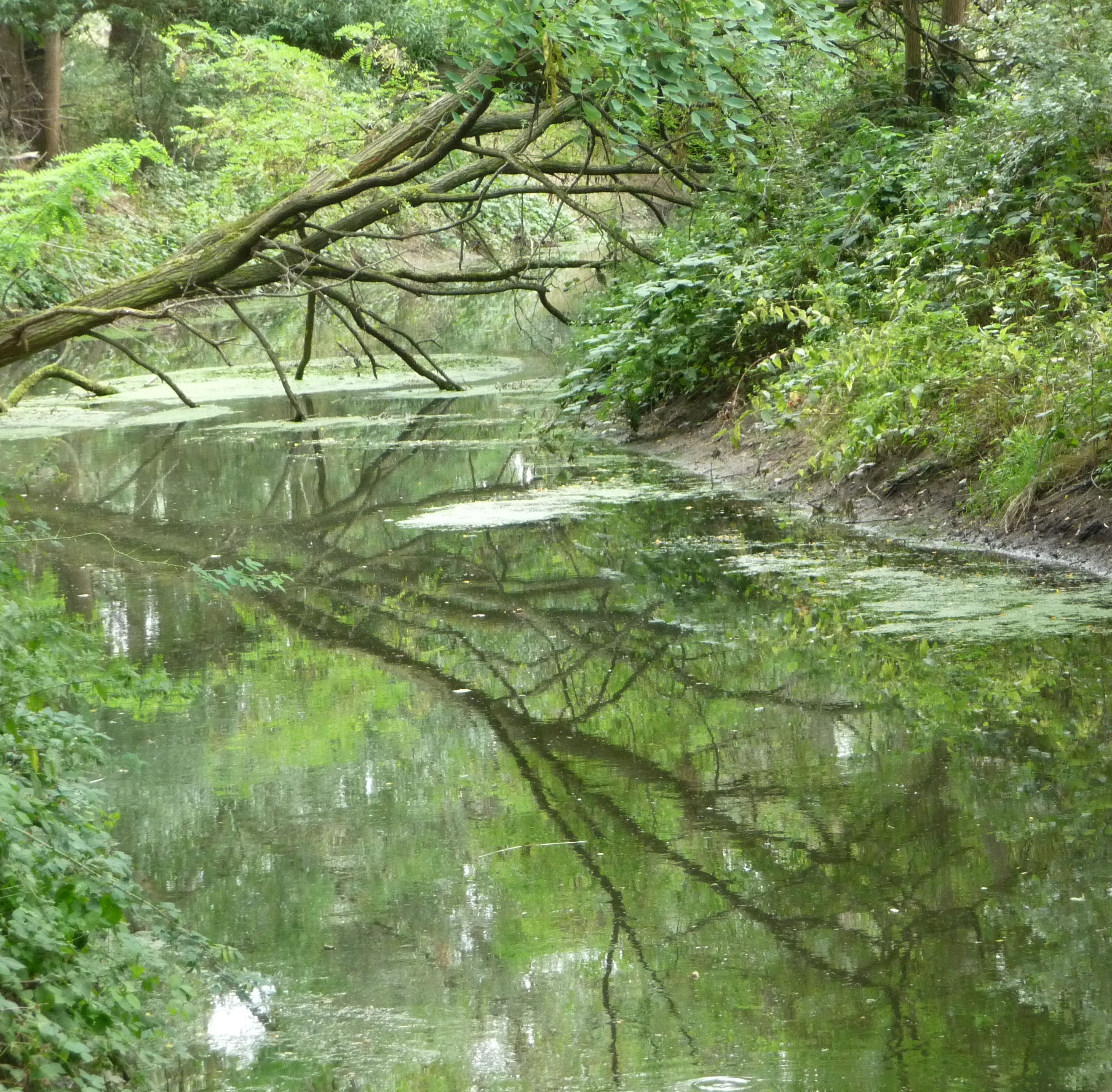

Der junge Baggersee und ein Teil einer ehemaligen Flussschlinge des Rheins, der heutige Roxheimer Altrhein, bilden mittlerweile eine räumliche Einheit – eine mehrteilige Seenlandschaft. Dazu gehören der breite Altrhein mit dem größeren Vorderen Roxheimer Altrhein und dem kleineren Hinteren Roxheimer Altrhein (beide im Südwesten), die große Wasserfläche des Silbersees (in der Mitte) und die zweiteilige Große Ochsenlache (im Nordosten). Die zwei jeweils seeartigen Altrheinteile sind durch das ehemalige Flussschlingen-Ostufer, das als Damm fungiert, vom Silbersee getrennt und zudem durch einen weiteren Damm voneinander.
Die einstige Flussschlinge besitzt schon lange keine Verbindung mehr zum im Mittel etwa 3 km östlich der Seenlandschaft vorbeifließenden Rhein. Innerhalb der beiden Dämme wird, von Süden aus dem Frankenthaler Stadtteil Mörsch kommend, das dort auch Mörschbach genannte Flüsschen Isenach durchgeleitet, das mit den umgebenden Wasserflächen physisch nicht verbunden ist. Die Namen der alten Flussschlinge weisen auf ihre Entstehung aus einem Altrheinarm hin, der Name Hintere Roxheimer Altrhein steht für die größere Entfernung vom Ortsteil Roxheim. Etwas nördlich dieser Seenlandschaft liegen weitere kleine Seen.

## Kenndaten
Die Gesamtfläche des Silbersees, der beiden Altrheinteile und weiterer kleinerer Baggerseen, die unmittelbar angrenzen, beträgt mehr als 3 km², wovon die Fläche des Silbersees – je nach Wasserstand – allein 1,1 bis 1,3 km² ausmacht. Damit ist er nach dem Laacher See der zweitgrößte See in Rheinland-Pfalz. Die maximale Tiefe liegt je nach Datenquelle bei 10 m oder 13,5 m; die unterschiedlichen Angaben könnten auf den jahreszeitlich wechselnden Wasserstand zurückgehen.

## Schutzgebiete
Aufgrund der Bedeutung für den Arten-, Natur- und Landschaftsschutz sind sowohl Seefläche als auch Uferbereiche des Silbersees durch verschiedene Instrumente geschützt.

### Naturschutzgebiete
- Hinterer Roxheimer Altrhein
- Ochsenlache
- Vorderer Roxheimer Altrhein-Krumbeeräcker

### Landschaftsschutzgebiet

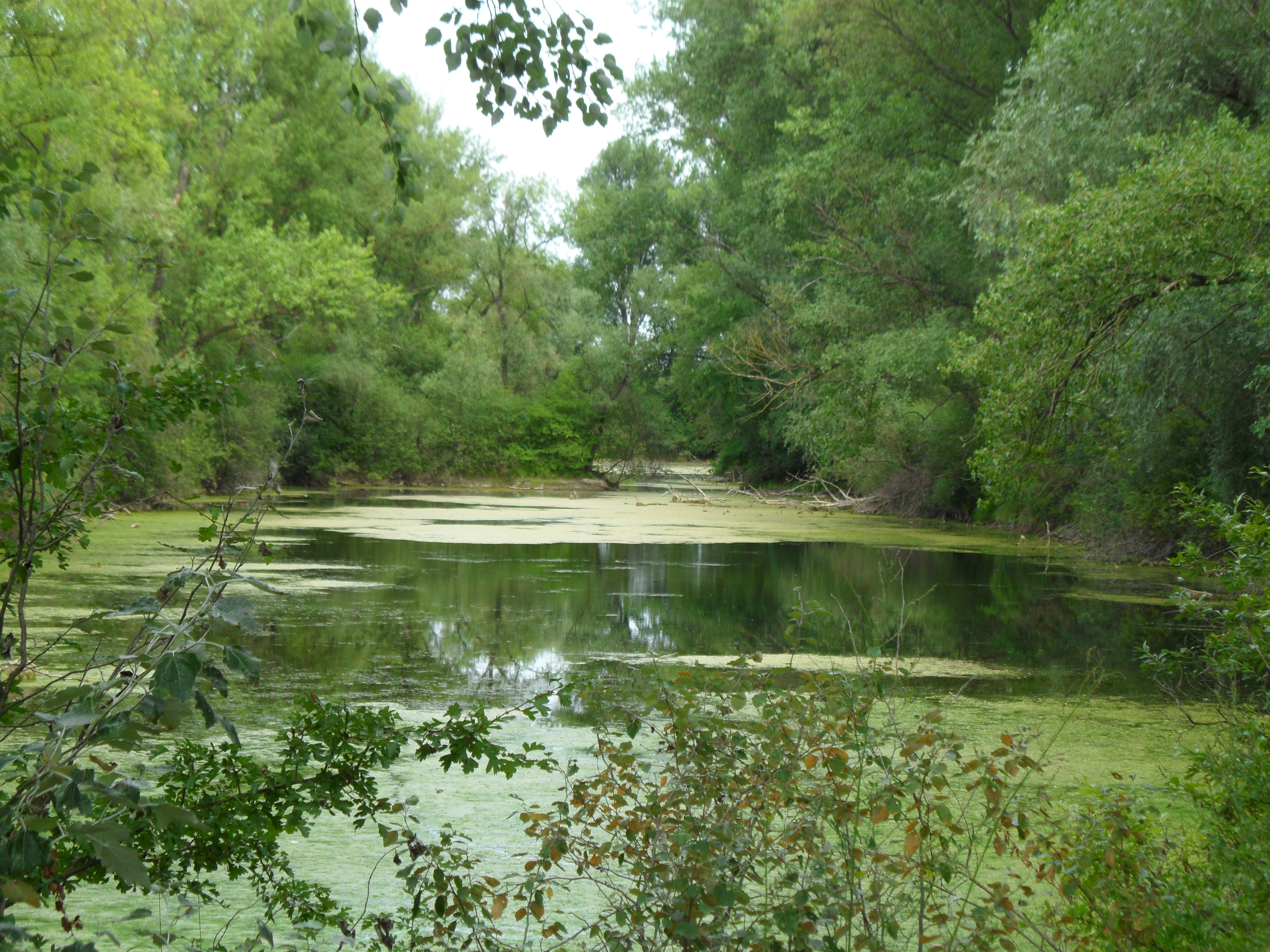
Biotop Silberweidenauwald

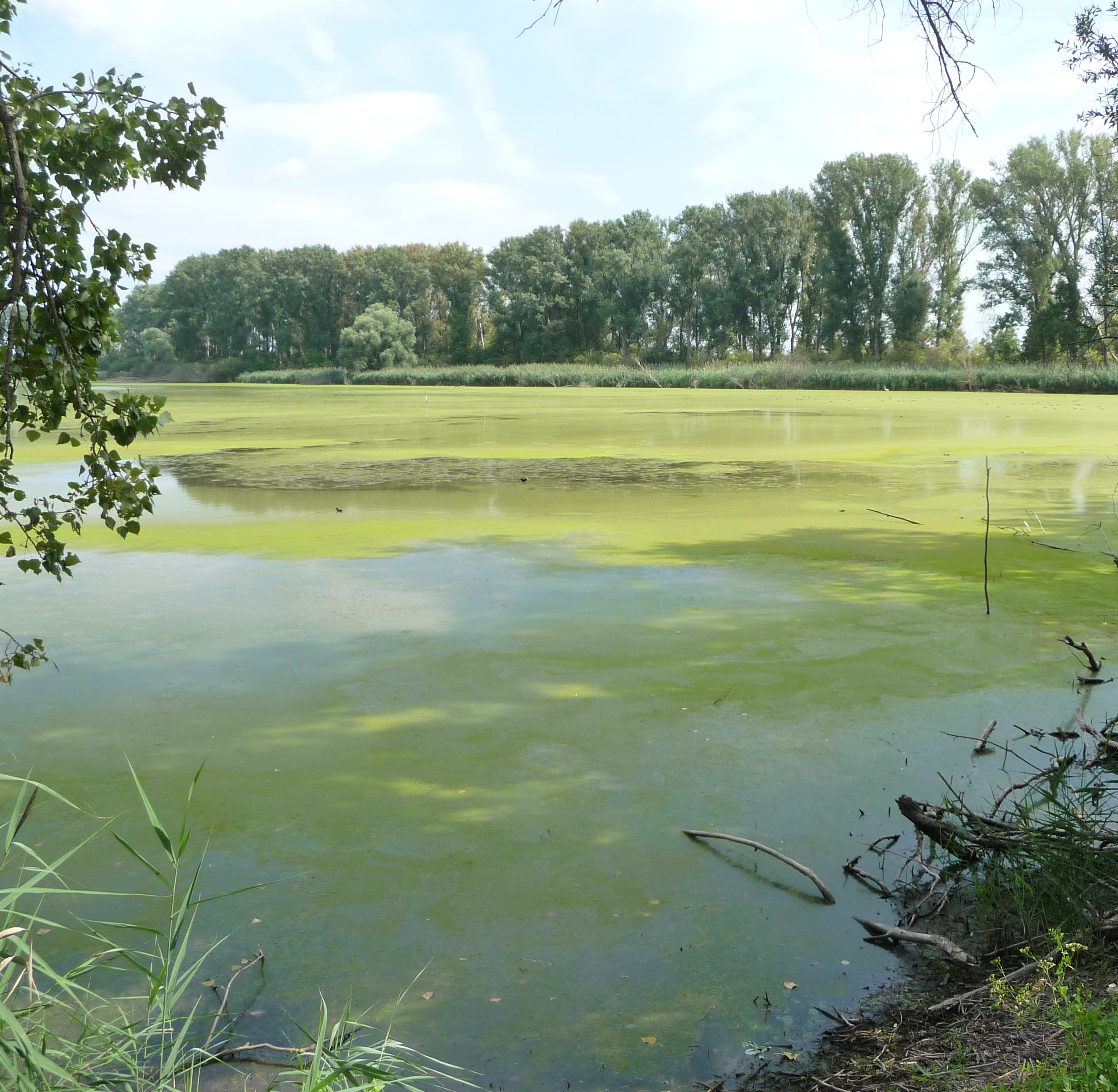
Roxheimer Altrhein mit Algenbewuchs

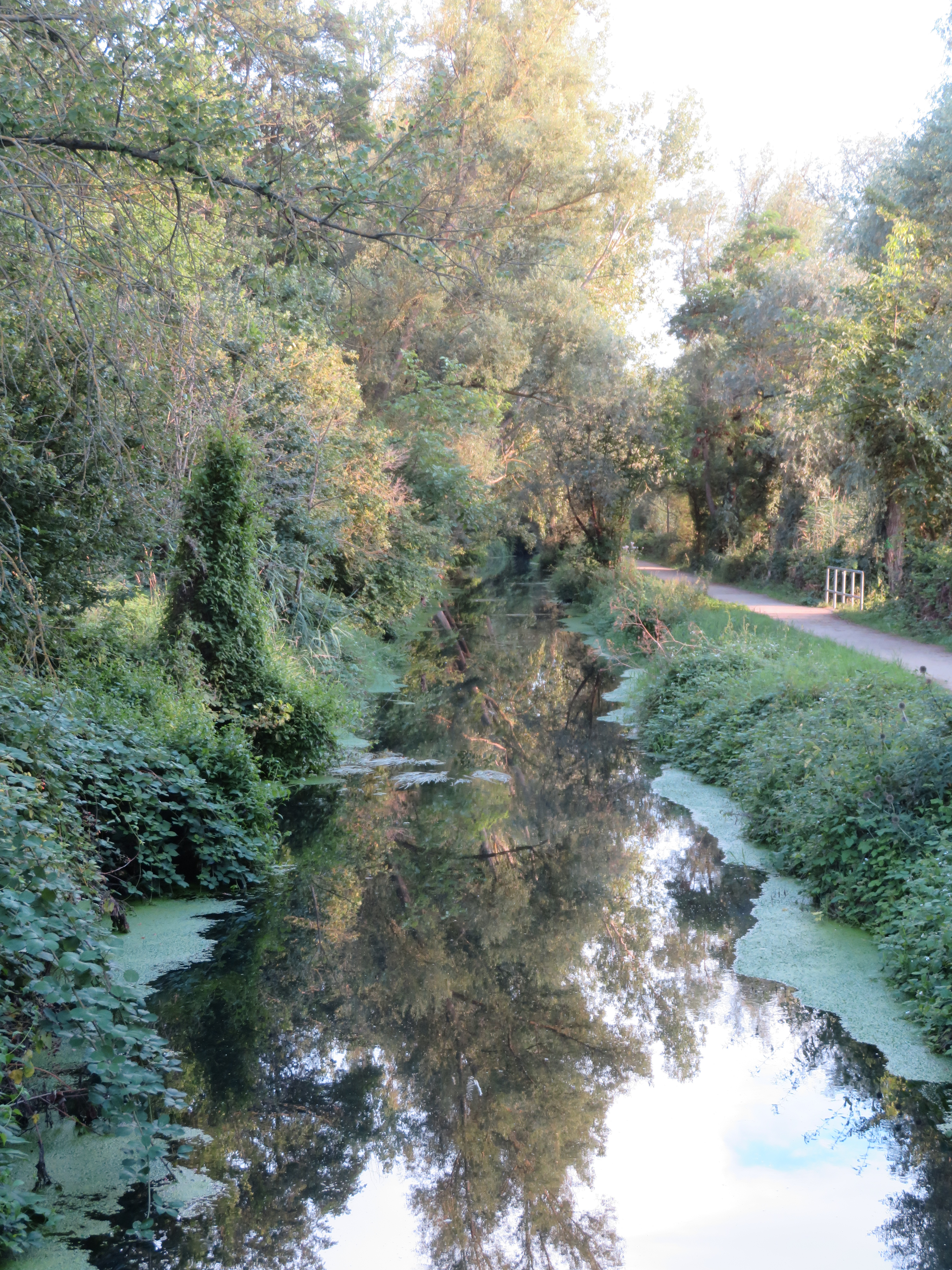
Am See vorbeifließende Isenach

Die Seenlandschaft befindet sich im Landschaftsschutzgebiet Pfälzische Rheinauen, ausgewiesen am 17. November 1989 mit einer Fläche von etwa 21.000 ha. Schutzzweck ist
1. die Erhaltung der landschaftlichen Eigenart und Schönheit der Rheinauen mit ihren stehenden und fließenden Gewässern, insbesondere seiner Altrheinarme, naturnahen Waldgebieten, Waldrandbiotopen, Lichtungen, Feucht- und Nasswiesenbiotopen,
2. die Erhaltung, Wiederherstellung und Entwicklung der Leistungsfähigkeit des Naturhaushaltes für einen großräumigen ökologischen Ausgleich,
3. die Sicherung dieser naturnahen Rheinauenlandschaft für die Erholung.

### Fauna-Flora-Habitat-Gebiet
Die beiden Roxheimer Altrhein-Teile liegen im FFH-Gebiet Rheinniederung Ludwigshafen-Worms mit der Gebietsnummer 6416-301. Es hat eine Fläche von 379 ha und ist ein von Altrheinschlingen, Abgrabungsgewässern und ehemaligen Klärteichen geprägter Teil der Rheinniederung mit Röhrichtkomplexen, Auwaldresten und umliegenden Grünlandflächen, sowie Rhein- und Uferabschnitte.
Geschützt werden die Lebensraumtypen:
- 6210 Kalk-(Halb-)Trockenrasen und ihre Verbuschungsstadien (* orchideenreiche Bestände)
- 6430 Feuchte Hochstaudenfluren
- 6510 Magere Flachland-Mähwiesen
- 91E0 Erlen-Eschen- und Weichholzauenwälder
- 91F0 Hartholzauenwälder
- 9170 Labkraut-Eichen-Hainbuchenwälder
- 3270 Flüsse mit Gänsefuß- und Zweizahn-Gesellschaften auf Schlammbänken
- 3140 Nährstoffarme bis mäßig nährstoffreiche kalkhaltige Stillgewässer mit Armleuchteralgen
- 3150 Natürliche und naturnahe nährstoffreiche Stillgewässer mit Laichkraut- oder Froschbiss-Gesellschaften

Geschützt werden die Anhang-II-Arten Nördlicher Kammmolch, Maifisch, Flussneunauge, Meerneunauge, Atlantischer Lachs, Großer Eichenbock, Hirschkäfer.

### Vogelschutzgebiet
Das Vogelschutzgebiet Bobenheimer und Roxheimer Altrhein mit Silbersee mit der Gebietsnummer 6416-401 hat eine Fläche von 404 ha. Es wird folgendermaßen beschrieben: Teilweise verlandete Altrheine mit ausgedehnten Flachwasser- und Röhrichtflächen sowie Weichholzauenresten in Verbindung mit großflächigen Kies- bzw. Sandgruben.
Das Gebiet hat Funktionen zum einen für gefährdete Brutvogelarten (sieben wertgebende Arten/gruppen, meist Schilfbrüter) und weitere gefährdete Spezies (u. a. Bruten von Knäk-, Schnatter- und Kolbenente) und zum anderen für eine außergewöhnlich hohe Anzahl bedrohter Schwimmvögel (bis 500 Individuen der Schnatterente), Möwen, Seeschwalben u. a.

Vogelleben am Silbersee
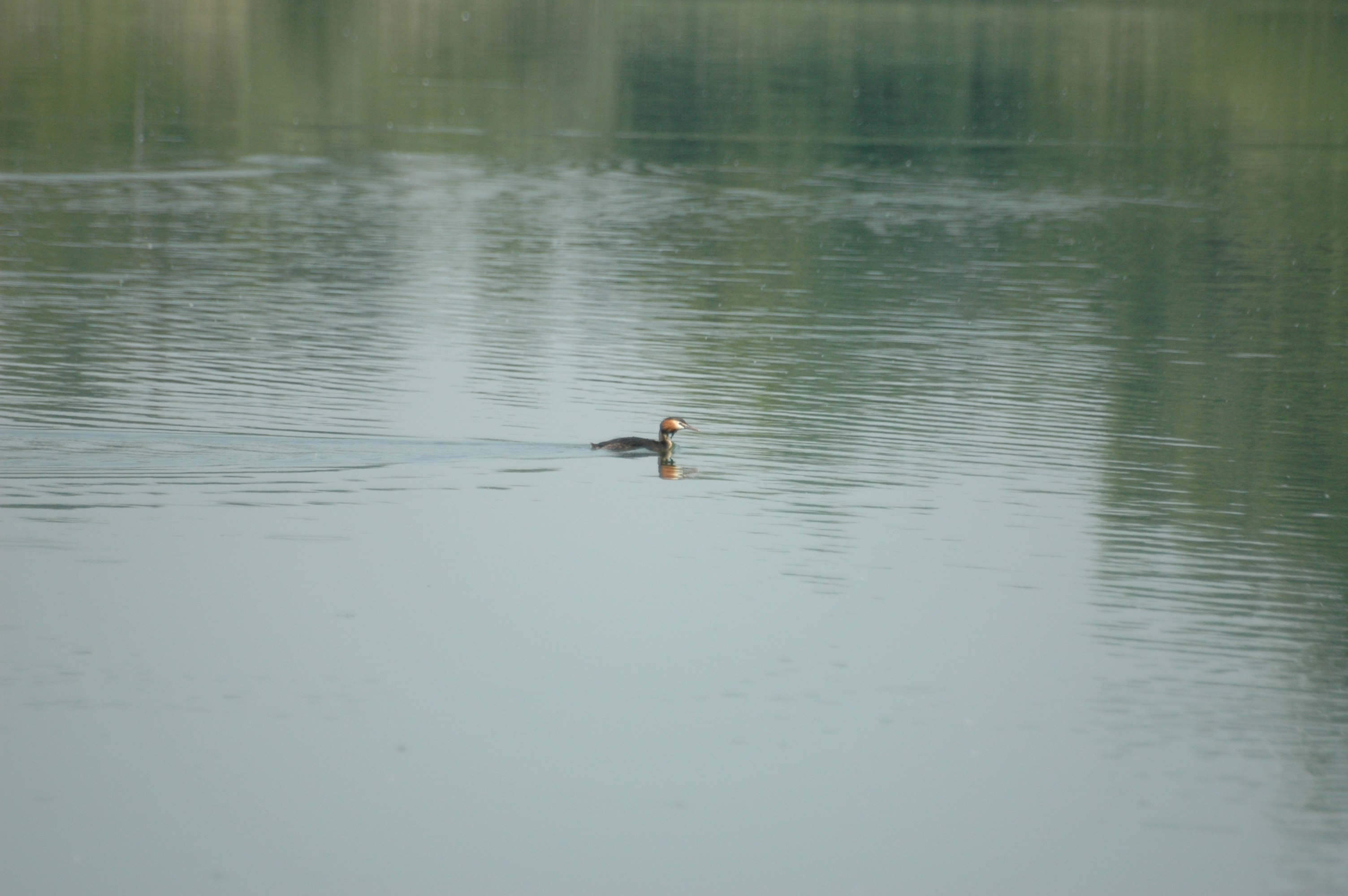
Haubentaucher
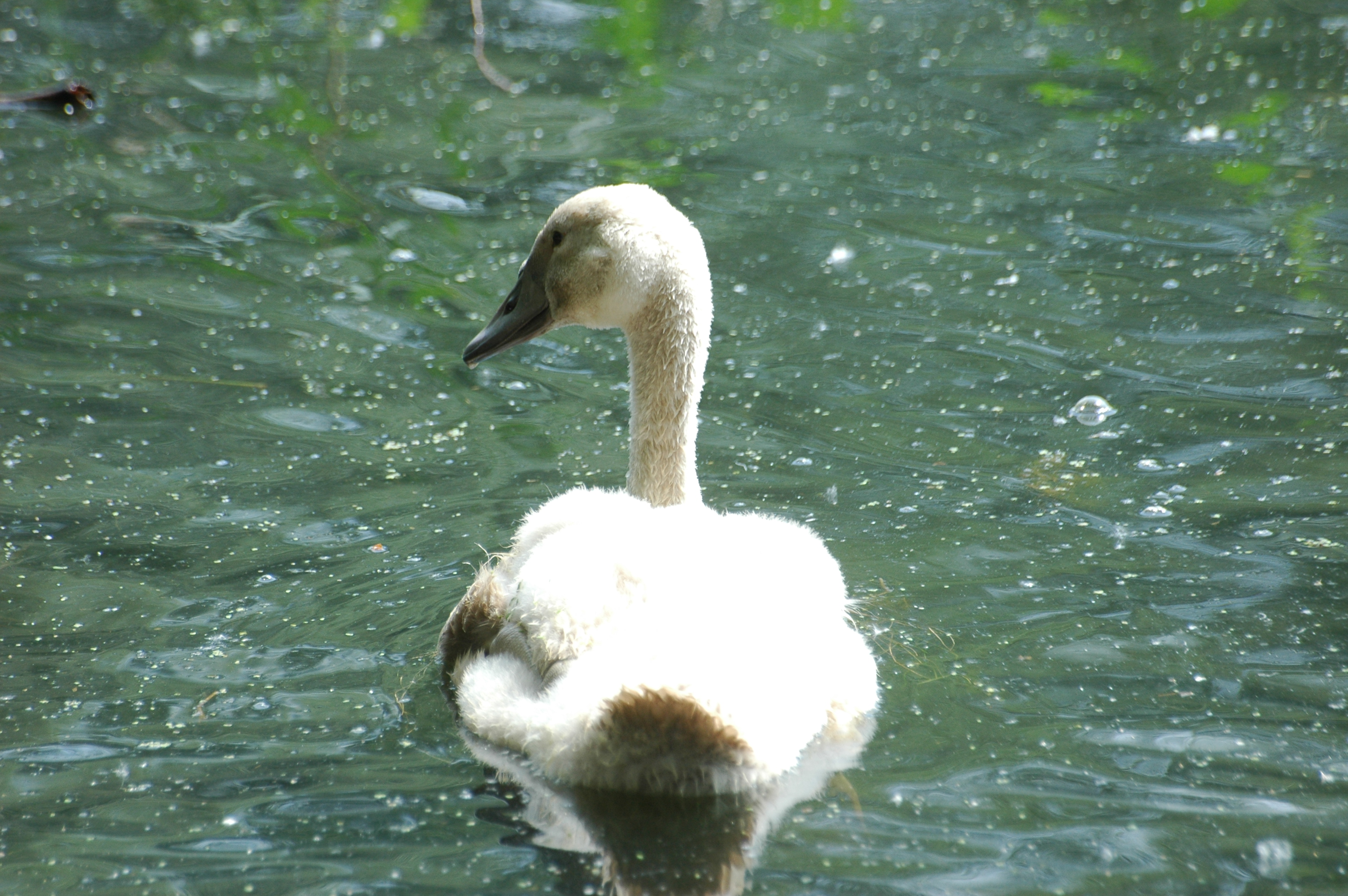
Singschwan
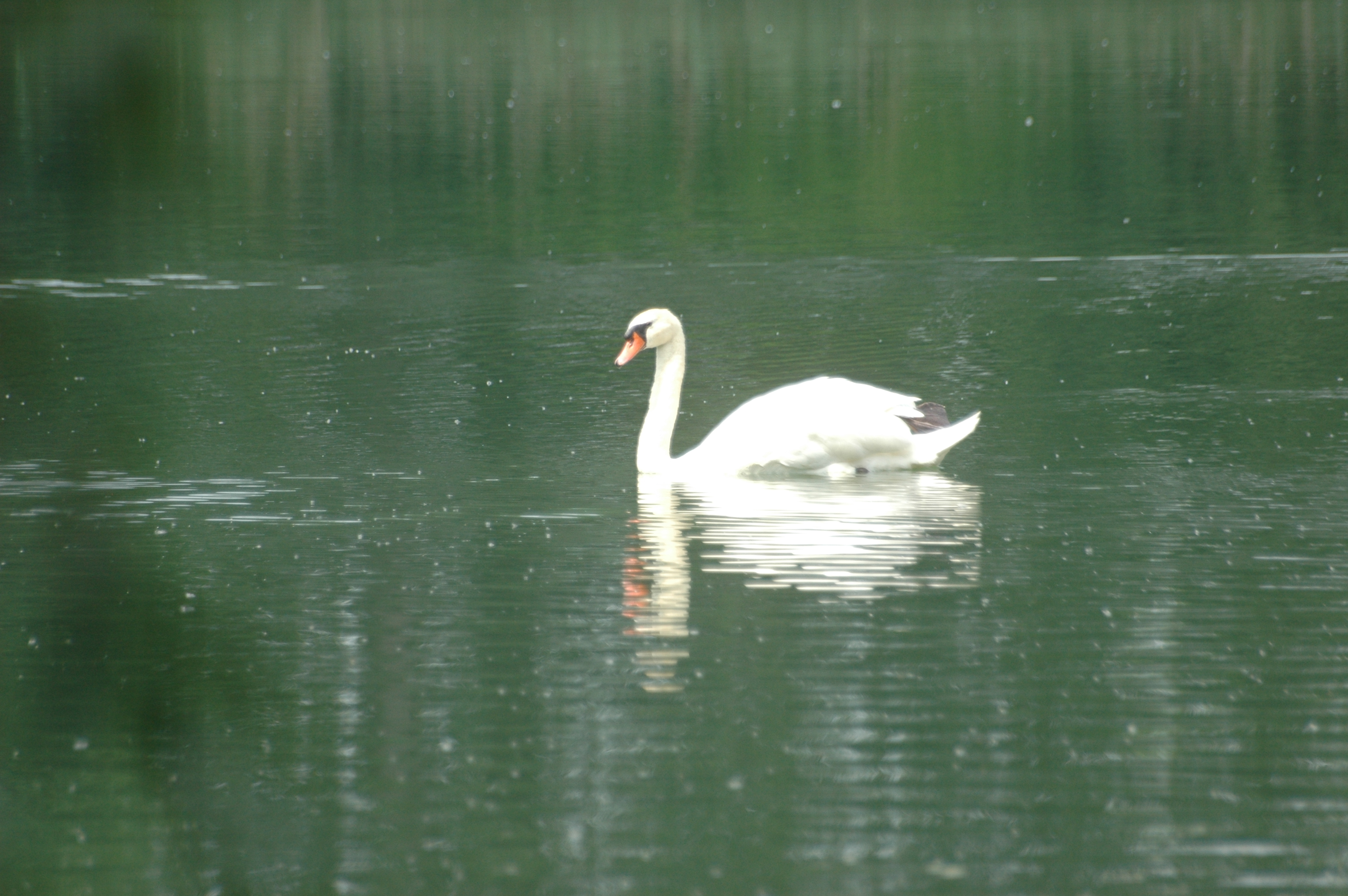
Höckerschwan
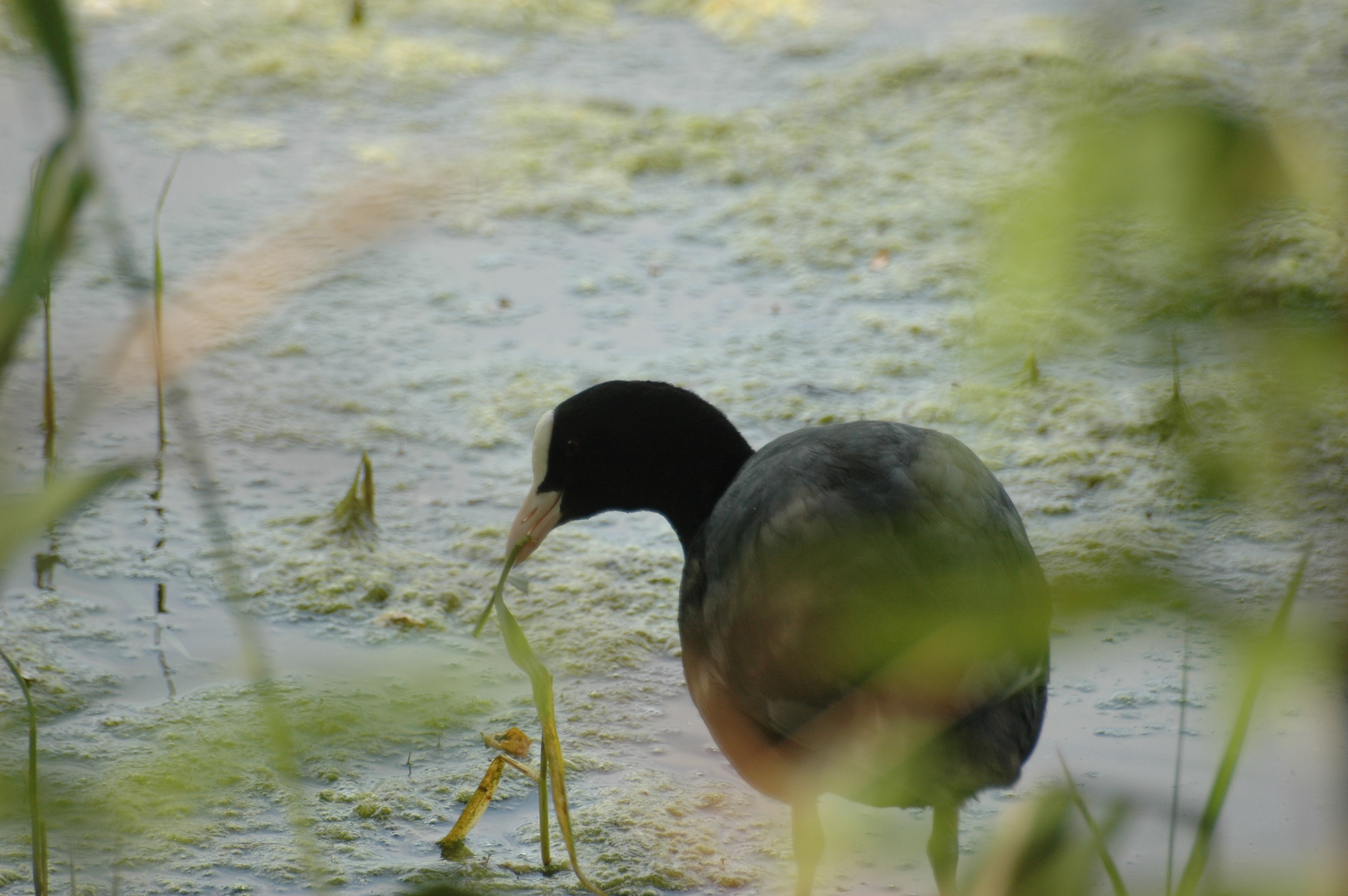
Blässhuhn

Ab 2008 wurden in den beiden Altrheinarmen über 80 europäische Sumpfschildkröten angesiedelt. Diese Art galt vormals in dieser Region als ausgestorben.

## Nutzung
Bereits seit der ersten Hälfte des 20. Jahrhunderts werden im Bereich der Altrheinschleife Kies und Sand abgebaut. Nach dem Bergrecht, das der Gewinnung von Bodenschätzen Vorrang einräumt, waren Versuche, den Abbau mit Rücksicht auf die vor Ort liegenden Schutzgebiete spürbar einzuschränken oder gar gänzlich zu stoppen, stets zum Scheitern verurteilt.

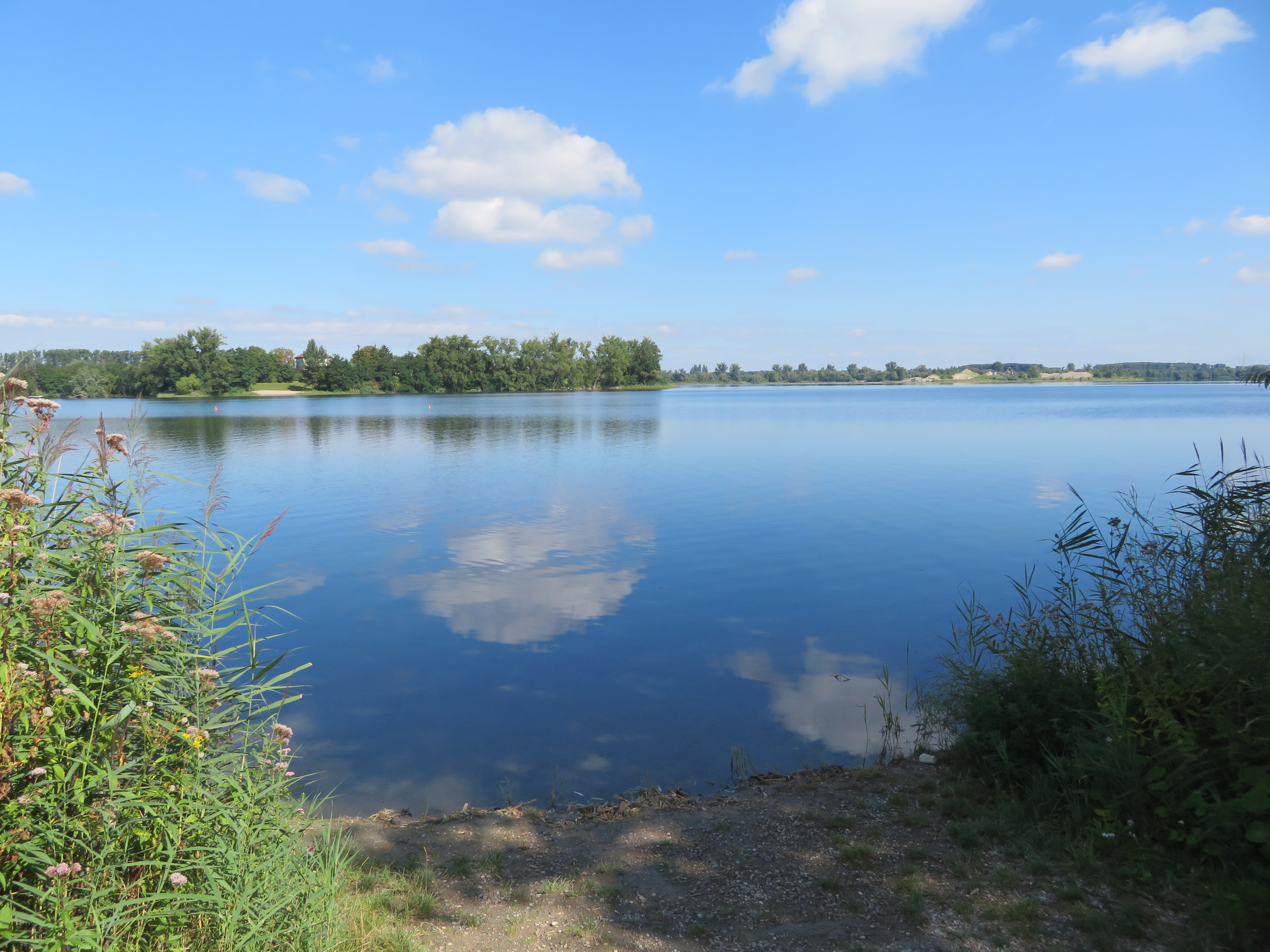
Blick auf den Silbersee
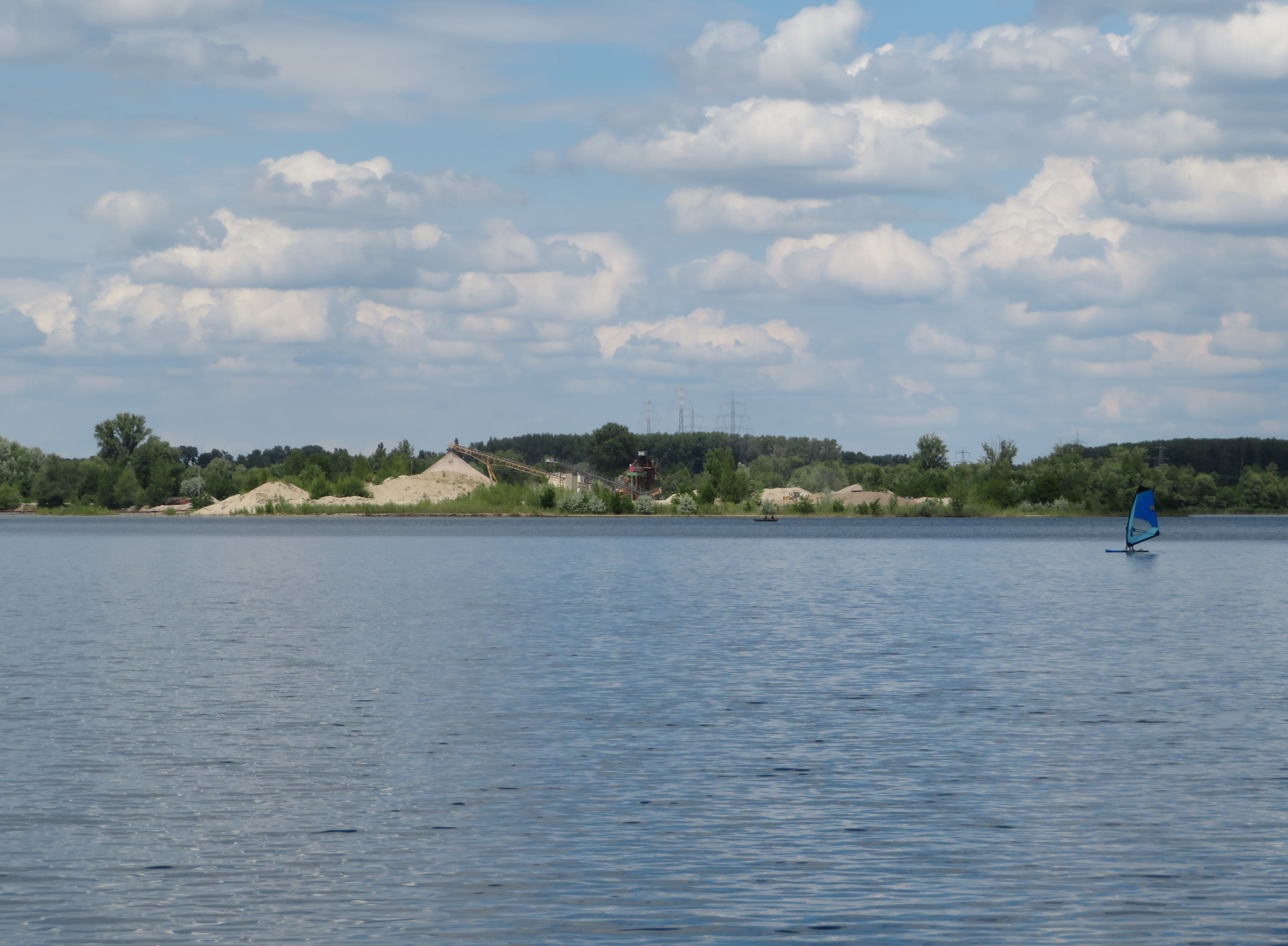
Kiestagebau im Silbersee
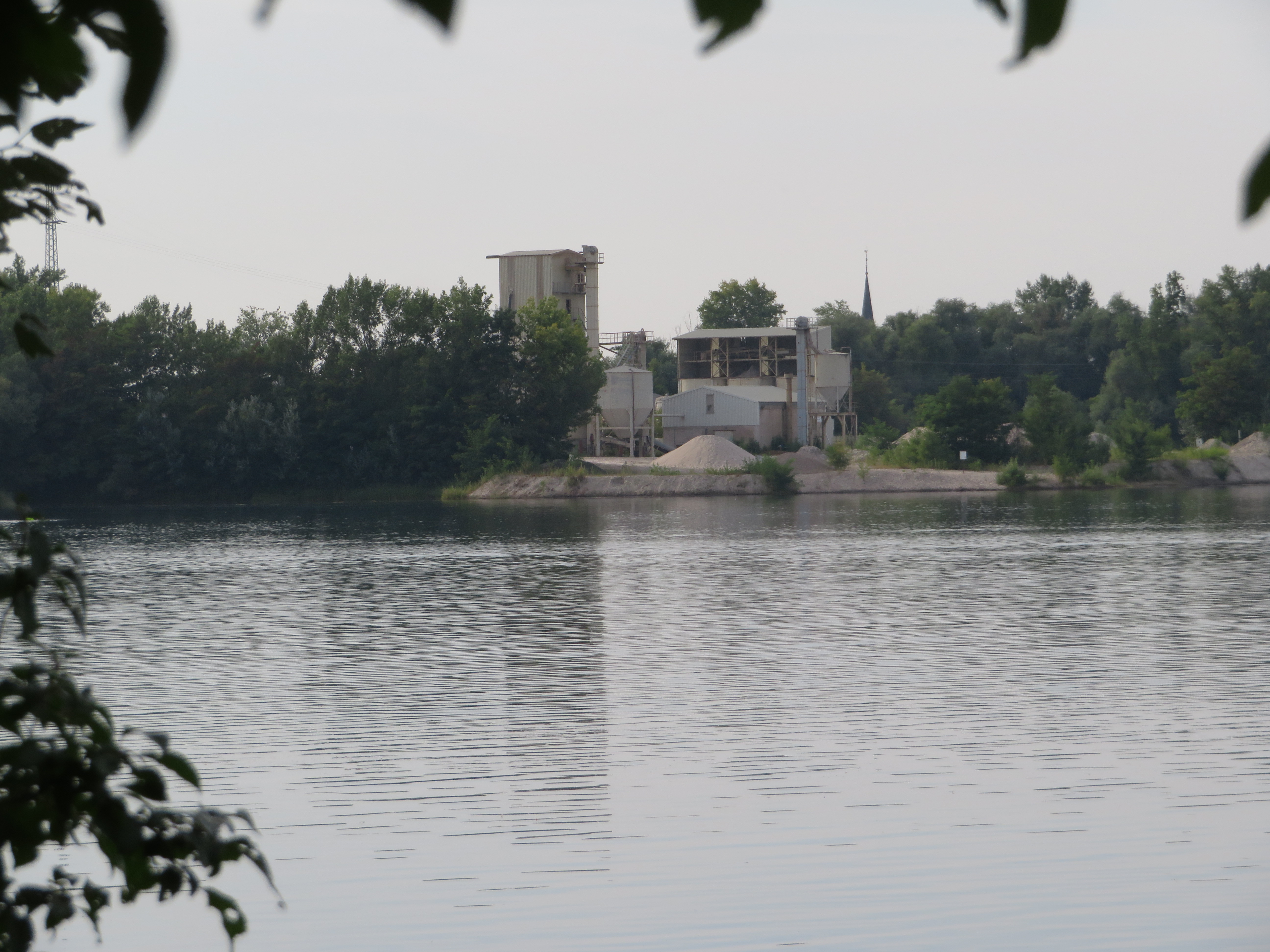
Kieswerk

Innerhalb der Seenlandschaft verlaufen mehrere Fußwege. In einer Freizeitanlage im südlichen Bereich sind 37.000 m² Strand angelegt, die durch den Verein Erholungsgebiet in den Rheinauen e. V. gepflegt und bewirtschaftet werden. Außer Schwimmen ist dort auch Segeln und Surfen möglich. Die beiden aus Bobenheim-Roxheim stammenden ehemaligen Weltklasse-Windsurferinnen Anja Müller (* 1967) und ihre noch erfolgreichere Schwester Jutta (* 1968) haben zu ihrer aktiven Zeit auf dem Silbersee trainiert.
In der Gemeinde Bobenheim-Roxheim wird die Nutzung des Silbersees und seiner Umgebung kontrovers diskutiert. Insbesondere besteht Uneinigkeit, ob zusätzlich zu einem kleinen Landhotel, das seit 1989 im Ortsteil Roxheim am Westrand der Altrheinschlinge betrieben wird, ein Großhotel im Silbersee, auf der Insel Scharrau, errichtet werden soll. Für Unbehagen sorgt, dass dieses neue Hotel von demjenigen Unternehmen geplant ist, das für den bisherigen intensiven Kies- und Sandabbau verantwortlich zeichnet. Umweltschützer befürchten, dass die Schaffung der für das Hotelprojekt nötigen Infrastruktur, vor allem der Straßenbau, zu Lasten der Natur ginge. Eine Bürgerbefragung durch die Gemeindeverwaltung, unverbindlich zwar, aber nach den Regeln eines Bürgerentscheids organisiert, ergab im Februar 2007 eine Mehrheit für den Hotelneubau; das Votum wurde im gleichen Jahr in einen entsprechenden Gemeinderatsbeschluss umgesetzt und damit eine gegenteilige Entscheidung von 2006 revidiert.
Im Mai 2020 hat das Oberverwaltungsgericht Rheinland-Pfalz den 2017 von der Gemeinde Bobenheim-Roxheim als Satzung beschlossenen Bebauungsplan „Silbersee – Teilbereich Scharrau/Badestrand“ für unwirksam erklärt. Gegen das Projekt hatte der BUND Rheinland-Pfalz geklagt und war vom NABU Rheinland-Pfalz unterstützt worden.

## Regionale Bedeutung als Erholungsgebiet und für Wassersport

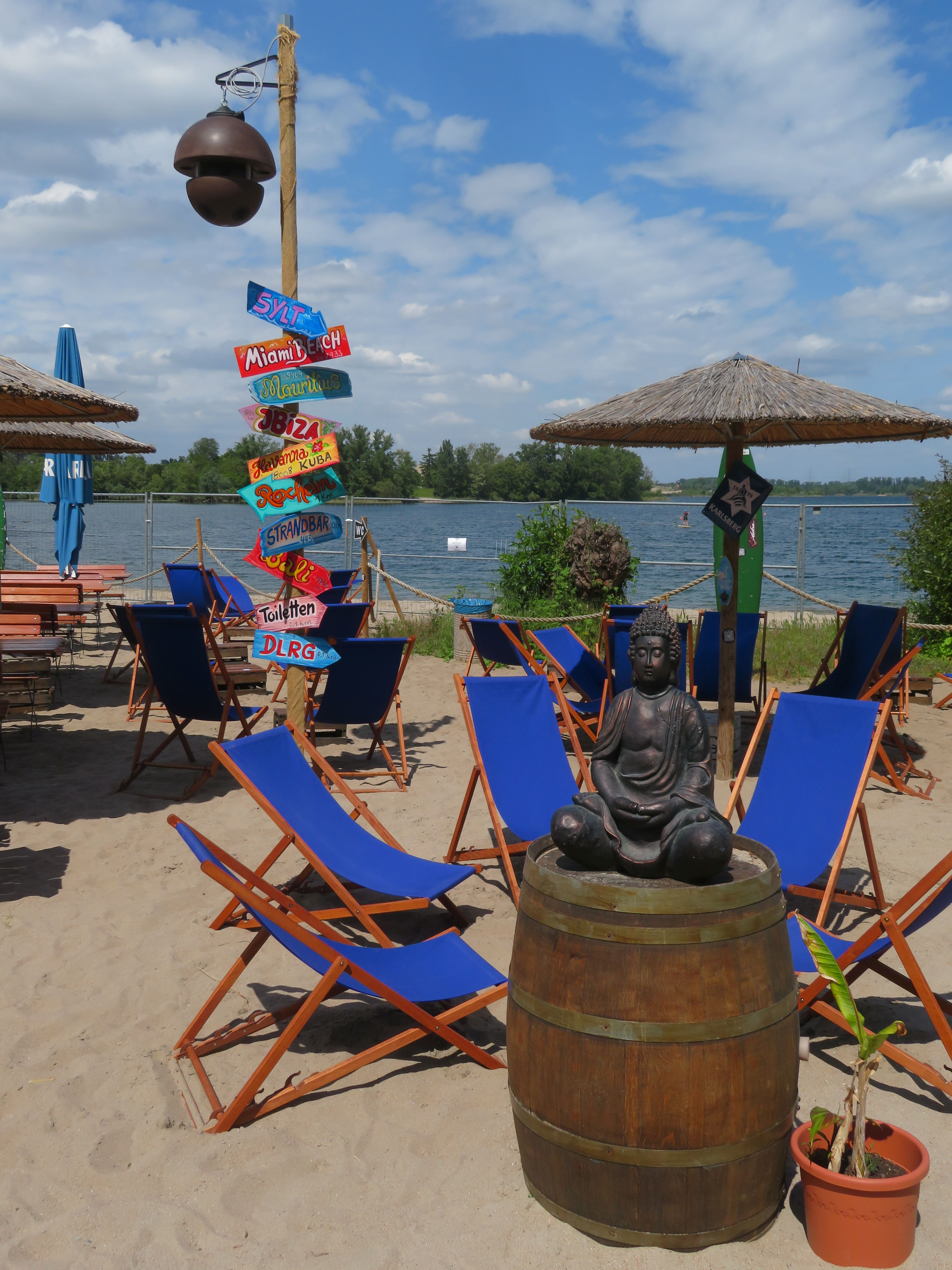
Sitzgelegenheiten an der Strandbar

Durch seine zentrale regionale Lage hat sich der Silbersee über Jahrzehnte als Zielgebiet für Erholungssuchende und Sportler etabliert. Dort können Spaziergänger, Läufer und Wassersportler entspannen und sich in der Natur und mit dieser verbunden sportlich betätigen. Für Kinder und Jugendliche mit ihren Familien stellt der Silbersee ein gut erreichbares Ziel zur Freizeitgestaltung, Erholung und zur sportlichen Betätigung dar. Man kann am Strand des Silbersees baden oder auf dem See umweltverbundenem Wassersport – Surfen, Segeln, Schnorcheln oder Kanufahren – nachgehen.
Im Interesse des Umweltschutzes wurden am Silbersee schon 1980 vom Deutschen Seglerverband (DSV), zusammen mit den Wassersportspitzenverbänden im Deutschen Sportbund, die zehn goldenen Regeln für das Verhalten von Wassersportlern in der Natur erarbeitet – eine wegweisende und seit über 40 Jahren deutschlandweit wirkende Initiative. Natur- und Umweltschutz gehören damit zum Prüfungsstoff für die Sportbootführerscheine sowie zur Ausbildung der Segel- und Segelsurflehrer, Fachübungsleiter und Trainer im DSV.
Drei örtliche Sportvereine, der Kanu- und Segelclub Frankenthal 1922 (KCF), die Naturfreunde Oppau-Edigheim und der Wassersportverein Bobenheim-Roxheim (WSV), sind seit Jahren im naturnahen Jugend-, Familien- und Freizeitsport aktiv.
An den öffentlichen Badestrand des Silbersees kommen an Sommertagen täglich bis zu 2000 Erholungssuchende. Ein Gastronomieunternehmen sorgt hier für die Bewirtung und die Betreuung der Parkplätze.

## Verkehrsanbindung
Verkehrsmäßig angebunden ist der Silbersee über die am Westrand von Roxheim von der Landesstraße 523 (Frankenthal–Worms) nach Osten abzweigende Berliner Straße, die in die Industriestraße übergeht. Letztere wird am Ende der Wohnbebauung zur Kreisstraße 1, die südlich an der Seenlandschaft vorbei und dann weiter zum am Rhein liegenden Hofgut Petersau führt; dazwischen zweigt von der K 1 eine Zufahrt ab, die nach Norden entlang der Isenach zum Parkplatz am Silbersee verläuft. Weil die K 1 im Osten an der Ausfahrt Bobenheim-Roxheim/Petersau die Bundesstraße 9 (Ludwigshafen–Worms) überquert, ist der Silbersee auch von diesen beiden Städten aus erreichbar. Zudem bildet 2 km südlich des Sees die B 9 mit der Bundesautobahn 6 (Kaiserslautern–Mannheim) an der Anschlussstelle Ludwigshafen-Nord/Worms ein Verkehrskreuz.